# Copa Colsanitas 1999 - Qualificazioni doppio
Le qualificazioni del doppio  del Copa Colsanitas 1999 sono state un torneo di tennis preliminare per accedere alla fase finale della manifestazione. I vincitori dell'ultimo turno sono entrati di diritto nel tabellone principale. In caso di ritiro di uno o più giocatori aventi diritto a questi sono subentrati i lucky loser, ossia i giocatori che hanno perso nell'ultimo turno ma che avevano una classifica più alta rispetto agli altri partecipanti che avevano comunque perso nel turno finale.

## Giocatrici

### Teste di serie
1. Martha Garzón Elkins /  María Eugenia Rojas (primo turno)

1. Vanessa Henke /  Jennifer Tinnacher (secondo turno)

### Qualificate
1. Jelena Dokić /  Inés Gorrochategui

## Tabellone qualificazioni

### Legenda
| - Q = Qualificato - WC = Wild card - LL = Lucky loser | - ALT = Alternate - SE = Special Exempt - PR = Protected Ranking | - w/o = Walkover - r = Ritirato - d = Squalificato |

|  | Primo turno | Primo turno                             | Primo turno                      |                                 |                                    | Secondo turno | Secondo turno | Secondo turno |  |  | Ultimo turno | Ultimo turno           | Ultimo turno |
|  |             |                                         |                                  |                                 |                                    |               |               |               |  |  |              |                        |              |
|  | 1           | Martha Garzón Elkins María Eugenia Roja | 1                                |                                 |                                    |               |               |               |  |  |              |                        |              |
|  |             | Marion Maruska Meghann Shaughnessy      | 8                                |                                 |                                    |               |               |               |  |  |              |                        |              |
|  |             | Marion Maruska Meghann Shaughnessy      | 8                                |                                 | Marion Maruska Meghann Shaughnessy | 6             |               |               |  |  |              |                        |              |
|  |             |                                         |                                  |                                 | Marion Maruska Meghann Shaughnessy | 6             |               |               |  |  |              |                        |              |
|  |             |                                         | Li Fang Sylvia Schenck           | 8                               |                                    |               |               |               |  |  |              |                        |              |
|  |             | Catalina Acosta Marcela Monroy          | Li Fang Sylvia Schenck           | 8                               | 0                                  |               |               |               |  |  |              |                        |              |
|  |             | Catalina Acosta Marcela Monroy          |                                  |                                 | 0                                  |               |               |               |  |  |              |                        |              |
|  |             | Li Fang Sylvia Schenck                  | 8                                |                                 |                                    |               |               |               |  |  |              |                        |              |
|  |             |                                         |                                  |                                 |                                    |               |               |               |  |  |              | Li Fang Sylvia Schenck | 3            |
|  |             |                                         |                                  | Jelena Dokić Inés Gorrochategui | 8                                  |               |               |               |  |  |              |                        |              |
|  |             | Cristina Arribas Ana María Simanca      | 4                                |                                 |                                    |               |               |               |  |  |              |                        |              |
|  |             | Jelena Dokić Inés Gorrochategui         | 8                                |                                 |                                    |               |               |               |  |  |              |                        |              |
|  |             | Jelena Dokić Inés Gorrochategui         | 8                                |                                 | Jelena Dokić Inés Gorrochategui    | 8             |               |               |  |  |              |                        |              |
|  |             |                                         |                                  |                                 | Jelena Dokić Inés Gorrochategui    | 8             |               |               |  |  |              |                        |              |
|  |             | 2                                       | Vanessa Henke Jennifer Tinnacher | 3                               |                                    |               |               |               |  |  |              |                        |              |
|  | WC          | 2                                       | Vanessa Henke Jennifer Tinnacher | 3                               | Diana Olave Viviana Rojas Millán   | 0             |               |               |  |  |              |                        |              |
|  | WC          |                                         |                                  |                                 | Diana Olave Viviana Rojas Millán   | 0             |               |               |  |  |              |                        |              |
|  | 2           | Vanessa Henke Jennifer Tinnacher        | 8                                |                                 |                                    |               |               |               |  |  |              |                        |              |